# 18602 Lagillespie
18602 Lagillespie este un asteroid din centura principală de asteroizi.

## Descriere
18602 Lagillespie este un asteroid din centura principală de asteroizi. A fost descoperit pe 23 ianuarie 1998 la Socorro, New Mexico, în cadrul proiectului LINEAR. Asteroidul prezintă o orbită caracterizată de o semiaxă mare de 2,42 ua, o excentricitate de 0,13 și o înclinație de 3,7° în raport cu ecliptica.